# 陶尔德
陶尔德，是匈牙利包尔绍德-奥包乌伊-曾普伦州所辖的一个村。总面积40.50平方公里，总人口1321，人口密度32.6人/平方公里（2011年1月1日）。